# Storybook Children (Daybreak)
«Storybook Children (Daybreak)» — песня американской певицы Бетт Мидлер, записанная для её четвертого студийного альбома Broken Blossom (1977). Её написали Дэвид Померанц и Спенсер Проффер. Выпущенная в качестве ведущего сингла с альбома, песня достигла 57-го места в Billboard Hot 100.

## Список композиций
7" сингл
A. «Storybook Children (Daybreak)» — 3:40
B. «Empty Bed Blues» (Дж. С. Джонсон) — 3:19

## Чарты
| Чарт (1978)                          | Высшая позиция |
| ------------------------------------ | -------------- |
| Канада (RPM Top Singles)             | 56             |
| Канада (RPM Adult Oriented Playlist) | 39             |
| США (Billboard Hot 100)              | 57             |
| США (Billboard Easy Listening)       | 37             |
| США (Cash Box Top 100)               | 66             |
| США (Record World Top Singles)       | 61             |